# Anoplodactylus polignaci
Anoplodactylus polignaci is een zeespin uit de familie Phoxichilidiidae. De soort behoort tot het geslacht Anoplodactylus. Anoplodactylus polignaci werd in 1914 voor het eerst wetenschappelijk beschreven door Bouvier. 